# Luis Núñez Astrain
Pour les articles homonymes, voir Astrain.
Luis Núñez Astrain, né en 1939 à Saint-Sébastien et mort le 1er novembre 2009 dans la même ville, est un linguiste, journaliste, sociologue, homme politique et écrivain basque espagnol de langue basque et espagnole.

## Biographie
Luis Núñez Astrain obtient un diplôme en sociologie et en linguistique de la Sorbonne, puis suit plusieurs cours de philologie basque à Vitoria-Gasteiz. Il est rédacteur en chef du journal Egin dans les années 1980, et il y travaille jusqu'en 1998. Il y fait aussi des analyses sur le paysage linguistique du Pays basque. Il publie plusieurs ouvrages sur la langue basque, son enseignement et relate de sa situation compliquée.

### Survivance du basque
Dans son ouvrage El euskera arcaico. extensión y parentescos, Luis Núñez Astrain explique la raison principale de la survivance du basque : « C'est précisément à cause de la chute de l'Empire romain vers l'an 400 avec l'invasion des Visigoths. Autrement dit, les Basques (Autrigons, Caristes, Vardules, Vascons et même Gascons) qui s'entendent avec les Romains, de sorte que si l'invasion avait été retardée de 200 ans, le basque aurait été laminé dans l'Empire romain, équivalent à la mondialisation Yankee dont nous souffrons de nos jours. Par conséquent, bien que les Goths étaient antibasques, c'est à eux que nous devons en grande partie la survie de la langue basque. »